# Пищевое масло

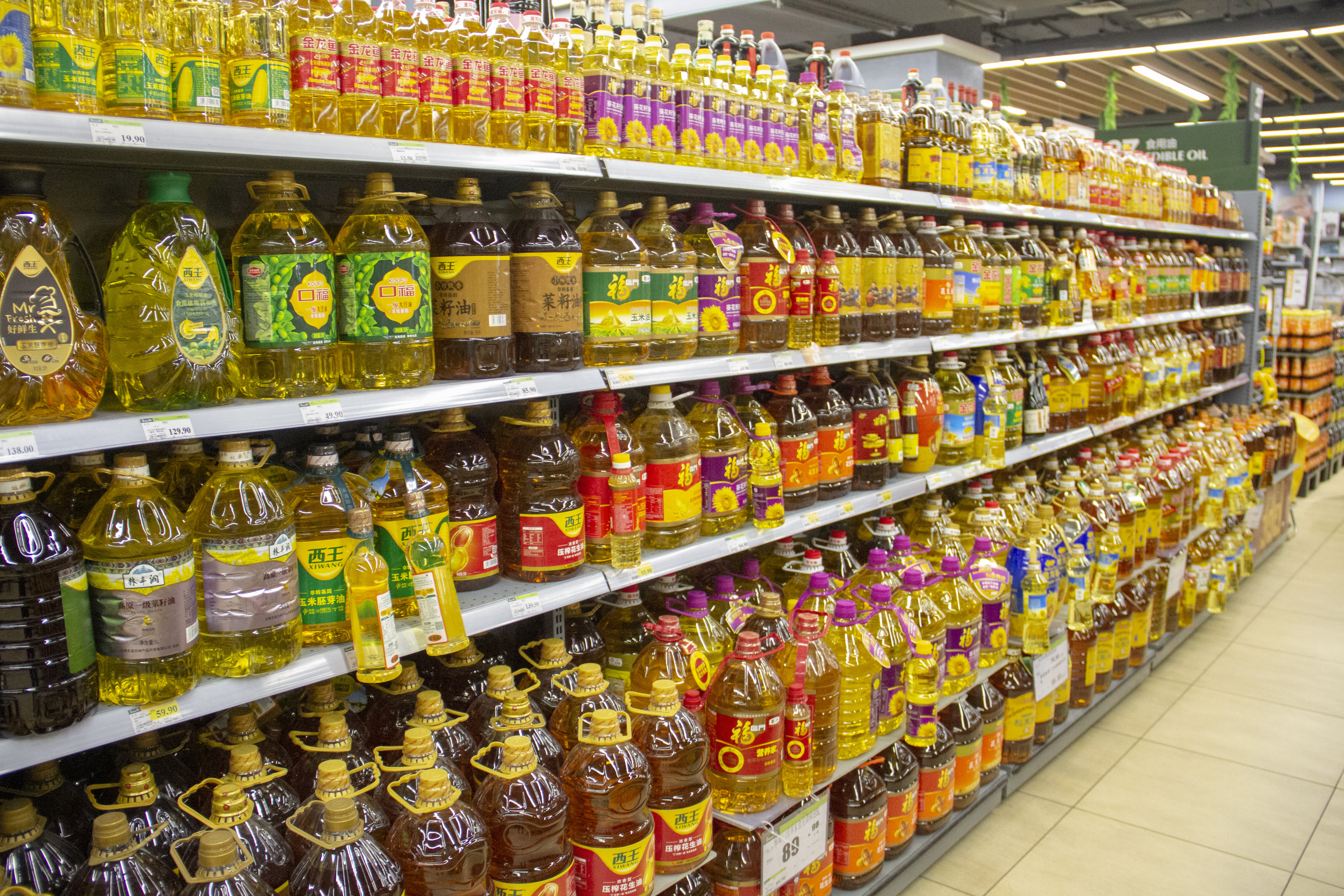
Пищевое масло на прилавке супермаркета

Пищево́е ма́сло — это растительный, животный или синтетический жир, используемый при жарке, выпечке и в других видах кулинарии. Его также используют при приготовлении пищи и как ароматизатор в процессах, не связанных с нагреванием, например, в заправках для салатов и дипах.
Пищевое масло при комнатной температуре обычно представляет собой жидкость, хотя некоторые масла, которые содержат насыщенные жиры, такие как кокосовое масло, пальмовое масло и пальмоядровое масло, являются твёрдыми.
Пищевое масло может быть приправлено ароматическими пищевыми продуктами, такими как травы, перец чили или чеснок.

## Здоровье и питание
Хотя потребление небольшого количества насыщенных жиров является обычным явлением в диетах, метаанализ обнаружил значительную взаимосвязь между высоким потреблением насыщенных жиров и концентрацией в крови липопротеинов низкой плотности (ЛПНП), что является фактором риска сердечно-сосудистых заболеваний. Другие метаанализы, основанные на когортных исследованиях и контролируемых рандомизированных испытаниях, выявили положительный или нейтральный эффект от употребления полиненасыщенных жиров вместо насыщенных жиров (на 10% ниже риск для 5% замены).
Клиника Майо выдвинула на первый план определённые масла с высоким содержанием насыщенных жиров, в том числе кокосовое масло, пальмовое масло и пальмоядровое масло. Те масла, у которых меньше насыщенных жиров и более высокий уровень ненасыщенных (предпочтительно мононенасыщенных) жиров, такие как оливковое масло, арахисовое масло, рапсовое масло, соевое масло и хлопковое масло, как правило, более полезны для здоровья. Национальный институт сердца, лёгких и крови США призвал заменить насыщенные жиры полиненасыщенными и мононенасыщенными жирами, назвав оливковое масло и рапсовое масло как источники более полезных мононенасыщенных жиров, а соевое масло и подсолнечное масло как хорошие источники полиненасыщенных жиров. Одно исследование показало, что потребление негидрированных ненасыщенных масел, таких как соевое масло и подсолнечное масло, предпочтительнее чем пальмовое масло для снижения риска сердечных заболеваний.
Арахисовое масло, кешью и другие ореховые масла могут представлять опасность для людей с аллергией на орехи.

### Трансжиры
В отличие от других пищевых жиров, трансжиры не являются необходимыми и не способствуют хорошему здоровью. Потребление трансжиров увеличивает риск ишемической болезни сердца за счет повышения уровня «плохого» холестерина (ЛПНП) и снижения уровня «хорошего» холестерина липопротеинов высокой плотности (ЛПВП). Трансжиры из частично гидрогенизированных масел более вредны, чем натуральные масла.
Несколько крупных исследований указывают на связь между потреблением большого количества трансжиров и ишемической болезнью сердца и, возможно, некоторыми другими заболеваниями. Управление по санитарному надзору за качеством пищевых продуктов и медикаментов США (FDA), Национальный институт сердца, легких и крови США и Американская кардиологическая ассоциация (AHA) рекомендовали ограничить потребление трансжиров. В США трансжиры больше не считаются общепризнанными безопасными и не могут добавляться в пищевые продукты, включая кулинарные масла, без специального разрешения.

### Приготовление пищи на масле

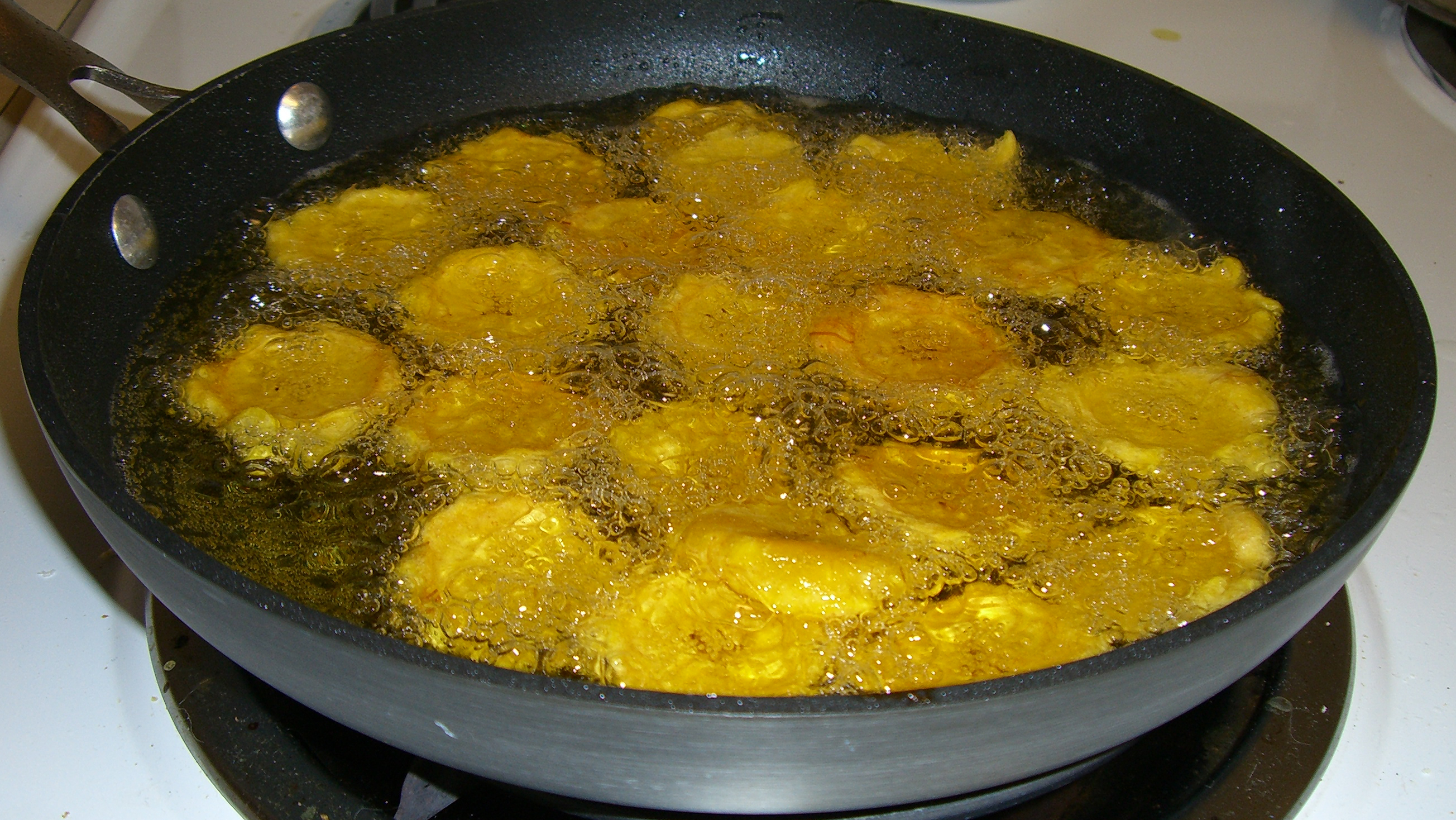
Обжаривание плантана во фритюре

При нагревании масла меняются его химические свойства. Масла, полезные для здоровья при комнатной температуре, могут стать вредными для здоровья при нагревании выше определённых температур, особенно при многократном нагревании. Токсический риск связан с окислением жирных кислот, а жирные кислоты с более высоким уровнем ненасыщенности окисляются быстрее при нагревании на воздухе. Таким образом, при выборе масла для жарки важно согласовать температуру образования дыма для этого типа масла с температурой, которая будет использоваться при приготовлении, и менять масло для жарки несколько раз в неделю. Температура жарки во фритюре обычно находится в диапазоне 170—190 °C, реже используются более низкие температуры ≥ 130 °C.
Пальмовое масло содержит больше насыщенных жиров, чем рапсовое масло, кукурузное масло, льняное масло, соевое масло, сафлоровое масло и подсолнечное масло. Поэтому пальмовое масло может выдерживать жарку во фритюре при более высоких температурах и оно более устойчиво к окислению по сравнению с растительными маслами с высоким содержанием полиненасыщенных веществ. С 1900-х годов пальмовое масло всё чаще используется в мировой коммерческой пищевой промышленности, поскольку оно остается стабильным при жарке во фритюре или выпечке при очень высоких температурах, а также из-за высокого уровня природных антиоксидантов, хотя рафинированное пальмовое масло, используемое в производстве пищевых продуктов, потеряло большую часть содержания каротиноидов (и их оранжево-красный цвет). 
Из-за высокой температуры образования дыма (выше 230 °C) для жарки при высоких температурах подходят следующие виды масла:  
- масло авокадо,
- горчичное масло
- арахисовое масло
- масло из рисовых отрубей[англ.]
- сафлоровое масло

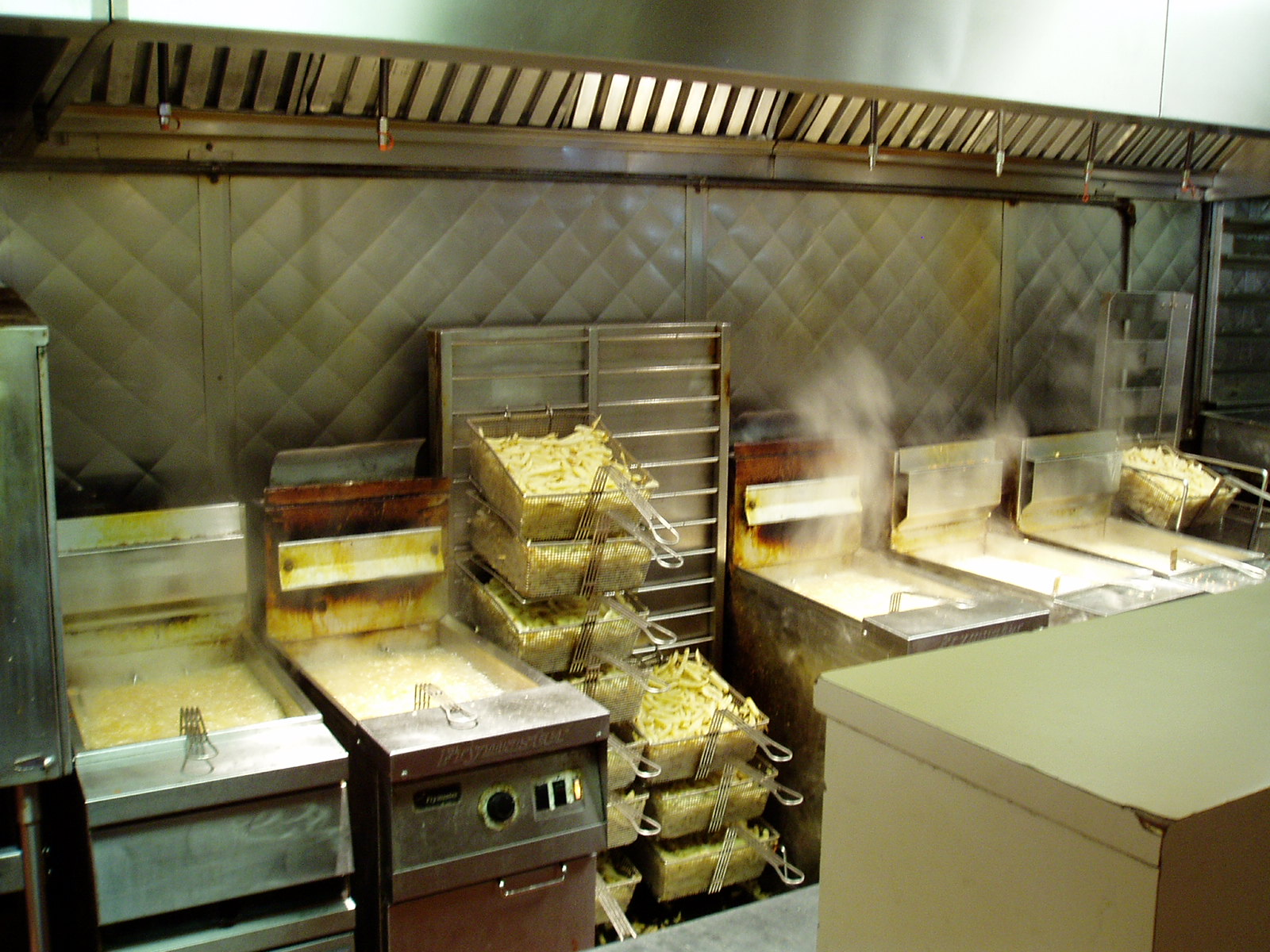
Фритюрницы в ресторане быстрого питания для производства картофеля-фри

- полу-рафинированное кунжутное масло
- полу-рафинированное подсолнечное масло
- оливковое масло[26]

Часто используются менее высокие температуры для жарки. Качественное масло для жарки имеет мягкий вкус, температуру образования дыма не ниже 200 °C и температуру вспышки не ниже 315 °С, с максимальным содержанием свободных жирных кислот 0,1% и линоленовой кислоты 3%. Масла с более высоким содержанием линоленовой фракции следует избегать из-за полимеризации или гуммирования, отмеченных повышением вязкости с возрастом. Оливковое масло устойчиво к термическому разложению и тысячи лет использовалось в качестве масла для жарки.

### Хранение масла
Все масла разлагаются под воздействием тепла, света и кислорода. Чтобы отсрочить начало прогоркания, сразу после производства свободное пространство в резервуаре с маслом заполняется инертным газом, создавая защитный слой.
В прохладном и сухом месте масла обладают большей стабильностью, но могут загустеть, хотя вскоре возвращаются в жидкую форму при комнатной температуре. Чтобы свести к минимуму разрушающее воздействие тепла и света, масла следует извлекать из холодильника только на время использования.
Рафинированные масла с высоким содержанием мононенасыщенных жиров, такие как масло макадамии, хранятся до года, в то время как масла с высоким содержанием полиненасыщенных жиров, таких как соевое масло, хранятся около шести месяцев. Испытания на прогорклость показали, что срок хранения орехового масла составляет около 3 месяцев, что значительно короче, чем срок годности, указанный на этикетках.
Напротив, масла с высоким содержанием насыщенных жиров, такие как масло авокадо, имеют относительно длительный срок хранения и могут безопасно храниться при комнатной температуре, поскольку низкое содержание полиненасыщенных жиров способствует их стабильности.

## Типы и характеристики
Пищевые масла состоят из различных фракций жирных кислот. Для жарки пищи обычно используются масла с высоким содержанием мононенасыщенных или насыщенных жиров, тогда как масла с высоким содержанием полиненасыщенных жиров подходят менее. К маслам с высоким содержанием олеиновой кислоты относятся миндальное масло, масло макадамии, оливковое масло, пекановое масло, фисташковое масло и масла высокоолеиновых сортов сафлора и подсолнечника. 
| Тип масла или жира                      | Насыщенные жирные кислоты | Насыщенные жирные кислоты | Насыщенные жирные кислоты | Насыщенные жирные кислоты | Насыщенные жирные кислоты | Насыщенные жирные кислоты | Насыщенные жирные кислоты | Насыщенные жирные кислоты | Насыщенные жирные кислоты | Насыщенные жирные кислоты | Насыщенные жирные кислоты | МНЖК | МНЖК | МНЖК | МНЖК | ПНЖК | ПНЖК |  |
| Тип масла или жира                      | 4:0                       | 6:0                       | 8:0                       | 10:0                      | 12:0                      | 14:0                      | 16:0                      | 18:0                      | 20:0                      | 22:0                      | 24:0                      | 16:1 | 18:1 | 20:1 | 22:1 | 18:2 | 18:3 |  |
| --------------------------------------- | ------------------------- | ------------------------- | ------------------------- | ------------------------- | ------------------------- | ------------------------- | ------------------------- | ------------------------- | ------------------------- | ------------------------- | ------------------------- | ---- | ---- | ---- | ---- | ---- | ---- |  |
| Тип масла или жира                      | Миндальное масло          |                           |                           |                           |                           |                           |                           | 6,5                       | 1,7                       |                           |                           |      | 0,6  | 69,4 |      |      | 17,4 |  |
| Миндальное масло                        |                           |                           |                           |                           |                           | 1,0                       | 5,0                       |                           |                           |                           |                           |      | 77,0 |      |      | 17,0 |      |  |
| Масло из абрикосовых косточек           |                           |                           |                           |                           |                           |                           | 5,8                       | 0,5                       |                           |                           |                           | 1,5  | 58,5 |      |      | 29,3 |      |  |
| Масло авокадо                           |                           |                           |                           |                           |                           |                           | 10,9                      | 0,7                       |                           |                           |                           | 2,7  | 67,9 |      |      | 12,5 | 1,0  |  |
| Базиликовое масло                       |                           |                           |                           |                           |                           |                           | 8,5                       |                           |                           |                           |                           |      | 11   |      |      | 24,5 | 54,5 |  |
| Масло из бразильских орехов             |                           |                           |                           |                           |                           | 0,1                       | 13,5                      | 11,8                      | 0,5                       |                           |                           | 0,3  | 29,1 | 0,2  |      | 42,8 | 0,2  |  |
| Сливочное масло                         | 5,3                       | 2,8                       | 1,6                       | 3,1                       | 3,4                       | 10,8                      | 28,1                      | 10,6                      |                           |                           |                           | 1,4  | 20,8 | 0,3  |      | 2,0  |      |  |
| Сливочное масло, ангидрированное        | 3,2                       | 1,9                       | 1,1                       | 2,5                       | 2,8                       | 10,0                      | 26,2                      | 12,1                      |                           |                           |                           | 2,2  | 25,0 |      |      | 2,2  | 1,4  |  |
| Рапсовое масло                          |                           |                           |                           |                           |                           |                           | 4,3                       | 2,1                       | 0,7                       | 0,3                       |                           | 0,2  | 61,7 | 1,3  |      | 19,0 | 9,1  |  |
| Рапсовое масло                          |                           |                           |                           |                           |                           |                           | 3,9                       | 1,9                       | 0,6                       | 0,2                       | 0,2                       | 0,2  | 64,1 | 1,0  |      | 18,7 | 9,2  |  |
| Масло из орехов кешью                   |                           |                           |                           |                           |                           |                           | 11,5                      | 9,0                       |                           |                           |                           |      | 61,0 |      |      | 17,0 |      |  |
| Масло какао                             |                           |                           |                           |                           |                           | 0,1                       | 25,4                      | 33,2                      |                           |                           |                           | 0,2  | 32,6 |      |      | 2,8  | 0,1  |  |
| Кокосовое масло                         |                           | 0,4                       | 7,3                       | 6,6                       | 47,8                      | 18,1                      | 8,9                       | 2,7                       | 0,1                       |                           |                           |      | 6,4  |      |      | 1,6  |      |  |
| Кукурузное масло                        |                           |                           |                           |                           |                           |                           | 10,6                      | 1,8                       | 0,4                       |                           |                           | 0,1  | 27,3 | 0,1  |      | 53,5 | 1,2  |  |
| Хлопковое масло                         |                           |                           |                           |                           |                           | 0,9                       | 25,5                      | 2,5                       | 0,3                       | 0,2                       |                           | 0,6  | 17,7 |      |      | 52,2 | 0,1  |  |
| Виноградное масло                       |                           |                           |                           |                           |                           | 0,1                       | 6,7                       | 2,7                       |                           |                           |                           | 0,3  | 15,8 |      |      | 69,6 | 0,1  |  |
| Масло из лесных орехов                  |                           |                           |                           |                           |                           | 0,1                       | 5,8                       | 2,7                       | 0,2                       |                           |                           | 0,3  | 79,3 | 0,2  |      | 10,4 | 0,5  |  |
| Конопляное масло                        |                           |                           |                           |                           |                           |                           | 6,5                       | 3,0                       |                           |                           |                           |      | 11,5 |      |      | 56,5 | 20,0 |  |
| Смалец                                  |                           |                           |                           | 0,1                       | 0,2                       | 1,4                       | 24,9                      | 14,1                      |                           |                           |                           | 2,8  | 43,1 |      |      | 10,7 | 1,0  |  |
| Масло макадамии                         |                           |                           |                           |                           |                           | 1                         | 8,4                       | 3,2                       | 2,3                       |                           |                           | 17,3 | 65,1 | 2,2  |      | 2,3  | 0,1  |  |
| Оливковое масло                         |                           |                           |                           |                           |                           |                           | 11,3                      | 2,0                       | 0,4                       | 0,1                       |                           | 1,3  | 71,3 | 0,3  |      | 9,8  | 0,8  |  |
| Оливковое масло, Virgin                 |                           |                           |                           |                           |                           |                           | 13,8                      | 2,8                       |                           | 0,1                       |                           | 1,9  | 69,0 |      |      | 12,2 |      |  |
| Пальмоядровое масло                     |                           | 0,3                       | 3,6                       | 3,3                       | 48,0                      | 16,7                      | 8,5                       | 2,1                       |                           |                           |                           |      | 14,9 |      |      | 2,5  |      |  |
| Пальмовое масло                         |                           |                           |                           |                           | 0,3                       | 1,1                       | 43,5                      | 4,3                       | 0,2                       |                           |                           | 0,2  | 39,8 |      |      | 10,2 | 0,3  |  |
| Пальмовое масло                         |                           |                           |                           |                           | 0,1                       | 1,0                       | 43,5                      | 4,3                       |                           |                           |                           | 0,3  | 36,6 | 0,1  |      | 9,1  | 0,2  |  |
| Арахисовое масло                        |                           |                           |                           |                           |                           | 0,1                       | 11,6                      | 3,1                       | 1,5                       | 3,0                       | 1,0                       | 0,2  | 46,5 | 1,4  |      | 31,4 |      |  |
| Масло из рисовых отрубей                |                           |                           |                           |                           |                           | 0,4                       | 19,8                      | 1,9                       | 0,9                       | 0,3                       |                           | 0,2  | 42,3 | 0,5  |      | 31,9 | 1,2  |  |
| Сафлоровое масло, высоко олеиновое      |                           |                           |                           | 0,1                       |                           |                           | 4,9                       | 1,9                       | 0,4                       | 0,3                       |                           | 0,1  | 74,8 | 0,3  |      | 12,7 | 0,1  |  |
| Сафлоровое масло                        |                           |                           |                           |                           |                           |                           | 7,3                       | 2,5                       |                           |                           |                           |      | 13,6 |      |      | 75,7 | 0,5  |  |
| Кунжутное масло                         |                           |                           |                           |                           |                           | 0,1                       | 9,2                       | 5,8                       | 0,7                       | 0,2                       |                           | 0,1  | 40,6 | 0,2  |      | 42,6 | 0,3  |  |
| Соевое масло                            |                           |                           |                           |                           |                           |                           | 10,5                      | 4,4                       | 0,4                       | 0,4                       |                           |      | 22,6 | 0,2  |      | 51,0 | 6,8  |  |
| Соевое масло                            |                           |                           |                           |                           |                           | 0,1                       | 11,0                      | 4,0                       | 0,3                       | 0,1                       |                           | 0,1  | 23,4 |      |      | 53,2 | 7,8  |  |
| Соевое масло, низко линоленовое         |                           |                           |                           |                           |                           |                           | 10,8                      | 4,5                       | 0,4                       | 0,4                       |                           |      | 26,1 |      |      | 55,4 | 2,0  |  |
| Соевое масло, высоко олеиновое          |                           |                           |                           |                           |                           |                           | 7,3                       | 3,4                       | 0,4                       | 0,4                       |                           |      | 85,1 |      |      | 1,3  | 2,0  |  |
| Подсолнечное масло                      |                           |                           |                           |                           | 0,5                       | 0,2                       | 6,8                       | 4,7                       | 0,4                       |                           |                           | 0,1  | 18,6 |      |      | 68,2 | 0,5  |  |
| Подсолнечное масло, высоко линоленовое  |                           |                           |                           |                           |                           |                           | 5,9                       | 4,5                       |                           |                           |                           |      | 19,5 |      |      | 65,7 |      |  |
| Подсолнечное масло, линоленовое         |                           |                           |                           |                           |                           |                           | 5,4                       | 3,5                       |                           |                           |                           | 0,2  | 45,3 |      |      | 39,8 | 0,2  |  |
| Подсолнечное масло, средне олеиновое    |                           |                           |                           |                           |                           | 0,1                       | 4,2                       | 3,6                       | 0,3                       | 0,8                       |                           | 0,1  | 57,0 | 0,2  |      | 28,9 |      |  |
| Подсолнечное масло, высоко олеиновое    |                           |                           |                           |                           |                           | 0,1                       | 3,7                       | 4,3                       |                           | 1,0                       |                           | 0,1  | 82,6 | 1,0  |      | 3,6  | 0,2  |  |
| Подсолнечное масло, высоко олеиновое I  |                           |                           |                           |                           |                           |                           | 5,0                       | 3,0                       |                           |                           |                           |      | 82,0 |      |      | 9,0  |      |  |
| Подсолнечное масло, высоко олеиновое II |                           |                           |                           |                           |                           |                           | 5,0                       | 4,0                       |                           |                           |                           |      | 90,0 |      |      | 1,0  |      |  |
| Говяжий жир                             |                           |                           |                           |                           | 0,9                       | 3,7                       | 24,9                      | 18,9                      |                           |                           |                           | 4,2  | 36,0 | 0,3  |      | 3,1  | 0,6  |  |
| Бараний жир                             |                           |                           |                           |                           |                           | 3,8                       | 21,5                      | 19,5                      |                           |                           |                           | 2,3  | 37,6 |      |      | 5,5  | 2,3  |  |
| Ореховое масло                          |                           |                           |                           |                           |                           | 0,1                       | 6,7                       | 2,3                       | 0,1                       |                           |                           | 0,2  | 21,0 | 0,2  |      | 57,5 | 11,6 |  |
| Все значения даны в процентах           |                           |                           |                           |                           |                           |                           |                           |                           |                           |                           |                           |      |      |      |      |      |      |  |

### Температура образования дыма
Температура образования дыма — это температура, при которой масло начинает гореть, что приводит к появлению горелого привкуса в приготовленных продуктах и ухудшению качества питательных и фитохимических веществ, присутствующих в масле.
Выше температуры образования дыма находятся температура вспышки и температура воспламенения. Температура вспышки - это температура, при которой пары масла воспламеняются под воздействием источника зажигания, однако устойчивое горение после удаления источника зажигания не возникает. Температура вспышки обычно составляет около 275–330 °C. Точка возгорания - это температура, при которой горячее масло производит достаточно паров, которые воспламеняются под воздействием источника зажигания, но продолжают гореть после его удаления, то есть возникает устойчивое горение. По мере увеличения часов жарки все температуры уменьшаются. Их величина больше зависит от кислотности масла, чем от профиля жирных кислот.
Температура образования дыма пищевых масел обычно варьируется в зависимости от способа очистки масла: более высокая температура образования дыма является результатом удаления примесей и свободных жирных кислот. Растворённые остатки после процесса рафинирования, могут снизить температуру образования дыма.
| Тип масла или жира                   | Качество                                                              | Температура образования дыма |
| ------------------------------------ | --------------------------------------------------------------------- | ---------------------------- |
| Миндальное масло                     |                                                                       | 221 °C                       |
| Масло авокадо                        | рафинированное                                                        | 270 °C                       |
| Горчичное масло                      |                                                                       | 250 °C                       |
| Говяжий жир                          |                                                                       | 250 °C                       |
| Масло сливочное                      |                                                                       | 150 °C                       |
| Масло сливочное                      | очищенное                                                             | 250 °C                       |
| Рапсовое масло                       |                                                                       | 220–230 °C                   |
| Рапсовое масло                       | машинного отжима                                                      | 190–232 °C                   |
| Рапсовое масло                       | рафинированное                                                        | 204 °C                       |
| Рапсовое масло                       | нерафинированное                                                      | 107 °C                       |
| Касторовое масло                     | рафинированное                                                        | 200 °C                       |
| Кокосовое масло                      | сухого машинного отжима, рафинированное                               | 204 °C                       |
| Кокосовое масло                      | сухого машинного первого отжима, нерафинированное                     | 177 °C                       |
| Кукурузное масло                     |                                                                       | 230–238 °C                   |
| Кукурузное масло                     | нерафинированное                                                      | 178 °C                       |
| Хлопковое масло                      | рафинированное, отбеленное, деодорированное                           | 220–230 °C                   |
| Льняное масло                        | нерафинированное                                                      | 107 °C                       |
| Смалец                               |                                                                       | 190 °C                       |
| Оливковое масло                      | рафинированное                                                        | 199–243 °C                   |
| Оливковое масло                      | рафинированное, второго отжима                                        | 210 °C                       |
| Оливковое масло                      | первого отжима, низкокислотное, высшего качества                      | 207 °C                       |
| Оливковое масло                      | первого холодного отжима                                              | 190 °C                       |
| Оливковое масло                      | первого отжима                                                        | 160 °C                       |
| Пальмовое масло                      | дифракционированное                                                   | 235 °C                       |
| Арахисовое масло                     | рафинированное                                                        | 232 °C                       |
| Арахисовое масло                     |                                                                       | 227–229 °C                   |
| Арахисовое масло                     | нерафинированное                                                      | 160 °C                       |
| Пекановое масло                      |                                                                       | 243 °C                       |
| Масло из рисовых отрубей             | рафинированное                                                        | 232 °C                       |
| Сафлоровое масло                     | нерафинированное                                                      | 107 °C                       |
| Сафлоровое масло                     | полурафинированное                                                    | 160 °C                       |
| Сафлоровое масло                     | рафинированное                                                        | 266 °C                       |
| Кунжутное масло                      | нерафинированное                                                      | 177 °C                       |
| Кунжутное масло                      | полурафинированное                                                    | 232 °C                       |
| Соевое масло                         |                                                                       | 234 °C                       |
| Подсолнечное масло                   | нейтрализованное, депарафинированное, обесцвеченное и деодорированное | 252–254 °C                   |
| Подсолнечное масло                   | полурафинированное                                                    | 232 °C                       |
| Подсолнечное масло                   |                                                                       | 227 °C                       |
| Подсолнечное масло                   | первого холодного отжима, нерафинированное, необработанное            | 107 °C                       |
| Подсолнечное масло, высоко олеиновое | рафинированное                                                        | 232 °C                       |
| Подсолнечное масло, высоко олеиновое | нерафинированное                                                      | 160 °C                       |
| Виноградное масло                    |                                                                       | 216 °C                       |
| Смесь овощных масел                  | рафинированная                                                        | 220 °C                       |

## Получение и очистка пищевого масла
Получение и очистка пищевого масла - это раздельные процессы. Сначала масло извлекают экстрагированием из семян, орехов или фруктов. Затем, в процессе очистки меняется внешний вид, текстура, вкус, запах или стабильность масла в соответствии со спросом и ожиданиями покупателей.

### Получение масла

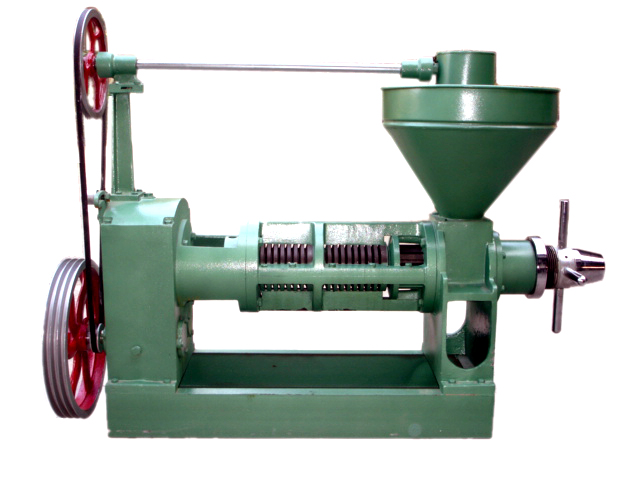
Экспеллерный пресс для масла

Существует три основных способа экстракции масла:
- Химическая экстракция, чаще всего с использованием гексана;
- Экспеллерное прессование[англ.] с использованием экспеллерного пресса или холодное прессование (прессование при низких температурах для предотвращения нагрева масла);
- Экстракция с помощью центрифуги — декантера.

При крупнопроизводственном промышленном получении масла часто используется комбинация прессования, химической экстракции и центрифугирования для извлечения максимально возможного количества масла.

### Очистка масла
Пищевое масло может быть нерафинированным или рафинированным (очищенным) с использованием одного или нескольких из следующих процессов очистки (в любой комбинации):
- Дистилляция, при которой масло нагревается для испарения химических растворителей, используемых в процессе экстракции;
- Пропускание горячей воды через масло для осаждения камедей и белков, растворимых в воде, но не в масле, с последующим удалением воды вместе с примесями;
- Нейтрализация[76], при которой масло обрабатывается гидроксидом натрия или карбонатом натрия для удаления свободных жирных кислот, фосфолипидов, пигментов и восков;
- Отбеливание, при котором удаляются "неокрашенные" компоненты обработкой фуллеровой землей[англ.]*, активированным углём или активированными глинами с последующим нагреванием, фильтрацией, а затем сушкой для рекуперации масла.
- Депарафинизация улучшает прозрачность масел, предназначенных для охлаждения и удаляет любые образующиеся твердые частицы;
- Деодорирование путём обработки горячим паром под давлением для испарения менее стабильных соединений, которые могут вызывать необычный запах или вкус;
- Добавление консервантов, включая антиоксиданты, такие как BHA, BHT и токоферолы, помогает сохранить масла, которые стали менее стабильными из-за высокотемпературной обработки

Фильтрацию, нехимический процесс, который отсеивает более крупные частицы, можно рассматривать как этап очистки, хотя он и не меняет химическое состояние масла.
При крупномасштабном производстве промышленная очистка пищевого масла включает в себя все эти этапы, для получения продукта, однородного по вкусу, запаху и внешнему виду и имеющего более длительный срок хранения. Пищевое масло, предназначенное для рынка здоровой пищи, часто бывает неочищенным, что приводит к получению менее стабильного продукта, но сводит к минимуму отрицательное воздействие высоких температур и химической обработки.

## Утилизация отработанного масла
Правильная утилизация использованного пищевого — важная задача по утилизации отходов. Масло может загустевать в канализационных трубах, вызывая их закупорку. По этой причине нельзя сливать отработанное пищевое масло в кухонную раковину или унитаз. Правильный способ утилизации масла — это поместить его в запечатанный контейнер, не подлежащий переработке, и выбросить вместе с обычным мусором. Помещение ёмкости с маслом в холодильник для застывания также упрощает утилизацию и делает её упорядоченной.

## Переработка
Использованное пищевое масло можно переработать. Его можно использовать в качестве корма для животных, непосредственно в качестве топлива, а также для производства биодизельного топлива, мыла и других промышленных продуктов.

## Галерея

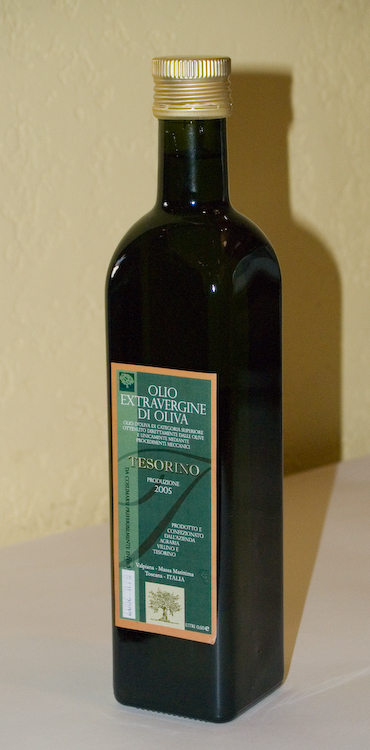
Оливковое масло
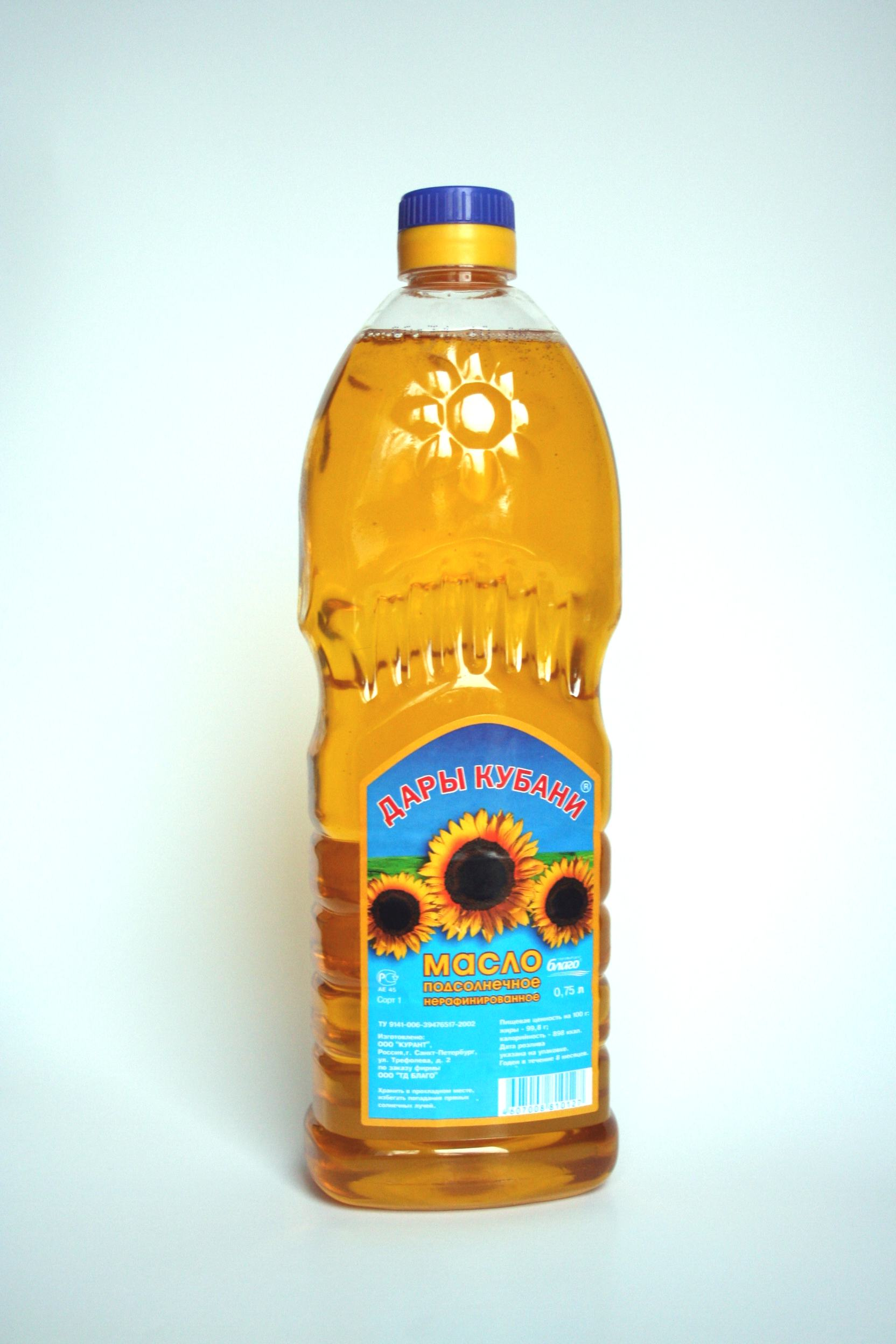
Подсолнечное масло
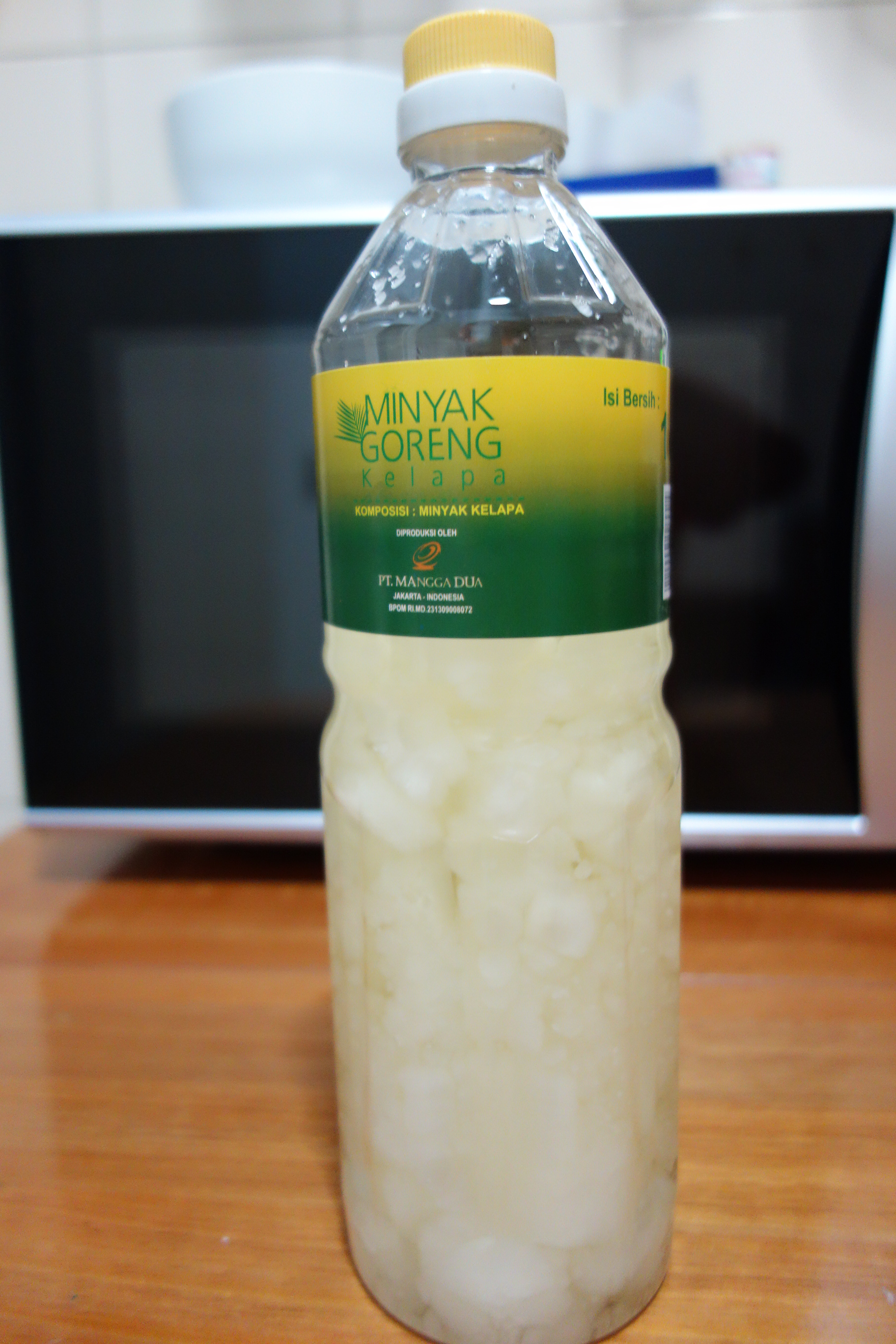
Кокосовое масло
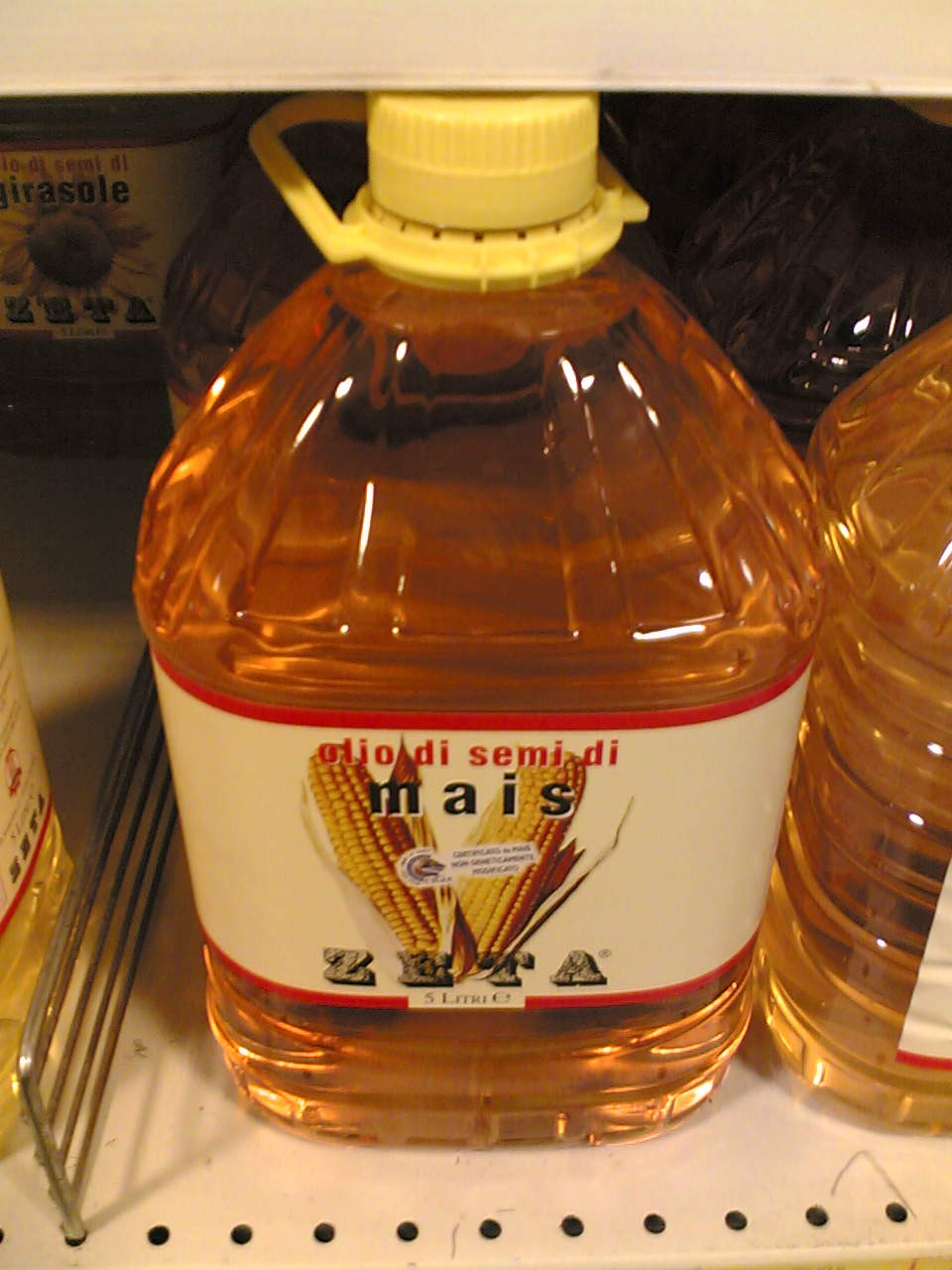
Кукурузное масло
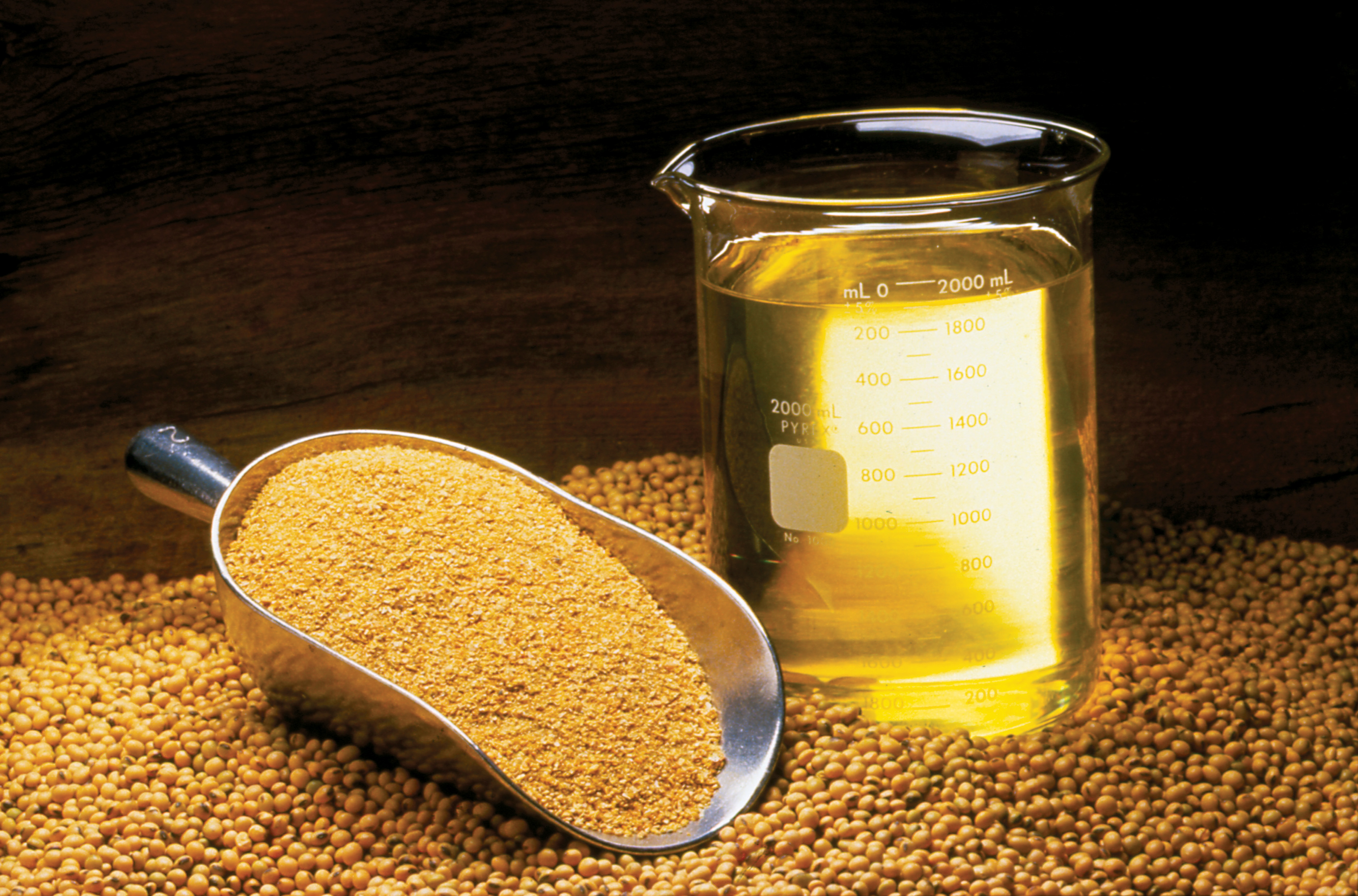
Соевое масло